# Detekt
Detekt je freewarový nástroj vyvinutý ve spolupráci společnostmi Amnesty International, Digitale Gesellschaft, EFF a Privacy International na odhalení sledovacích programů na počítači s operačním systémem Microsoft Windows.
Je vyvinutý zejména pro aktivisty a žurnalisty na odhalení známého spywaru.

## Nástroj
Detekt je dostupný k bezplatnému stažení.
Program nezaručuje detekci veškerého spywaru, ani nemá dávát uživateli falešný pocit bezpečnosti a měl by být používán v kombinaci s jinýma metodama ochrany proti malwaru a spywaru.
CAUSE odhaduje, že celosvětový trh ve sledovacích technologiích má cenu více než 3 miliardy GBP ročně.
Detekt je lokalizovaný a dostupný v ahmaric, arabštině, angličtině, němčině, italštině a španělštině.

## Technické detaily
Nástroj nepotřebuje instalaci a je navržený k odhalení sledovacího softwaru na systému Windows od XP po Windows 8.1.
Nástroj vyhledá spyware a následně zobrazí souhrn, oznamující zda byl škodlivý software nalezen a vytvoří log soubor obsahující detaily.
Nástroj nezaručuje absolutní ochranu proti sledovacímu softwaru, jelikož vyhledává pouze známý spyware k datu vydání, který může být upraven tak, aby obešel odhalení, případně nový spyware může být dostupný. Tím pádem nenalezení škodlivého softwaru nemusí znamenat jeho absenci.
Webové stránky projektu doporučují uživateli se před spuštěním programu odpojit od internetu, zavřít všechny aplikace a nezapínat připojení k internetu pokud byl spyware nalezen.
Detekt je vydán pod licencí GPLv3.
Program byl vyvinut Claudiem Guarnierim. Dále se na vývoji podílel Bill Marczack, Morgan Marquis-Boire, Eva Galperin, Tanya O'Carroll, Andre Meister, Jillian York, Michael Ligh a Endalkachew Chala.
Momentálně Detekt odhaluje následující malware: DarkComet RAT, XtremeRAT, BlackShades RAT, njRAT, FinFisher FinSpy, HackingTeam RCS, ShadowTech RAT, Gh0st RAT.